# Saki Niizoe
Saki Niizoe (新添 左季, Niizoe Saki), née le 4 juillet 1996, est une judoka japonaise. Luttant dans la catégorie des moins de 70 kg, moyens, elle remporte la médaille d'or aux Championnats du monde 2023.

## Palmarès

### Compétitions internationales
| Année | Compétition           | Lieu     | Résultat | Catégorie      |
| ----- | --------------------- | -------- | -------- | -------------- |
| 2018  | Jeux asiatiques       | Jakarta  | 1re      | Moins de 70 kg |
| 2022  | Championnats du monde | Tachkent | 3e       | Moins de 70 kg |
| 2023  | Championnats du monde | Doha     | 1re      | Moins de 70 kg |